# La fattoria
La fattoria è stato un reality show italiano trasmesso su Italia 1 nella prima edizione andata in onda dal 6 aprile 2004 al 2 giugno 2004 e su Canale 5 nelle tre edizioni successive, in onda dal 16 marzo 2005 al 19 aprile 2009. La prima edizione del 2004 è stata condotta da Daria Bignardi, mentre la seconda del 2005 e la terza del 2006 da Barbara D'Urso, ed infine la quarta ed ultima edizione del 2009 da Paola Perego.
Il programma è basato su un format televisivo svedese intitolato Farmen, prodotto in tutto il mondo in più edizioni e con varie denominazioni.

## Storia
La prima edizione italiana ha avuto come location la Toscana ed era ambientata nel 1870 (tale ambientazione ottocentesca fu poi abbandonata a partire dalla seconda edizione), mentre la seconda si è svolta in un'ipotetica fazenda in Brasile. Invece, la terza edizione, si è svolta in una kasbah nell'arabeggiante atmosfera del Marocco, mentre la quarta si è svolta di nuovo in Brasile.

## Regolamento
Il regolamento prevede che un gruppo di "VIP" (in alcune edizioni internazionali partecipavano concorrenti sconosciuti) abbandoni le comodità della vita abituale per vivere in una fattoria con solo gli oggetti essenziali. Ogni settimana si svolgono le nomination e i concorrenti vengono progressivamente eliminati mediante il "televoto". In finale i tre o quattro concorrenti rimasti si contenderanno il premio in denaro. Ogni settimana si svolgono delle prove che riguardano la vita quotidiana in una fattoria, o almeno ciò che l'immaginario collettivo ritiene tali. Se vincono la prova i concorrenti avranno in premio cibo oppure l'immunità dalla nomination.

## Edizioni
| Edizione | Rete televisiva | Conduzione     | Periodo          | Periodo        | Puntate | Giorni | Opinionisti      | Opinionisti     | Opinionisti     | Opinionisti     | Inviato         | Concorrenti | Montepremi | Location                                         | Ambientazione | Vincitore       |
| Edizione | Rete televisiva | Conduzione     | Inizio           | Fine           | Puntate | Giorni | Opinionisti      | Opinionisti     | Opinionisti     | Opinionisti     | Inviato         | Concorrenti | Montepremi | Location                                         | Ambientazione | Vincitore       |
| -------- | --------------- | -------------- | ---------------- | -------------- | ------- | ------ | ---------------- | --------------- | --------------- | --------------- | --------------- | ----------- | ---------- | ------------------------------------------------ | ------------- | --------------- |
| 1ª       | Italia 1        | Daria Bignardi | 6 aprile 2004    | 2 giugno 2004  | 9       | 58     | Flavia Cercato   | Alba Parietti   | Iva Zanicchi    | Sandra Mondaini | Daniele Bossari | 16          | 200000 €   | Castelfalfi (Firenze) Ex molino ad acqua I Rogli | 1870          | Danny Quinn     |
| 2ª       | Canale 5        | Barbara D'Urso | 16 marzo 2005    | 29 maggio 2005 | 12      | 75     | Barbara Alberti  | Barbara Alberti | Simona Izzo     | Simona Izzo     | Pupo            | 14          | 200000 €   | Itaipava (Brasile)                               | Non presente  | Raffaello Tonon |
| 3ª       | Canale 5        | Barbara D'Urso | 15 febbraio 2006 | 13 maggio 2006 | 14      | 88     | Barbara Alberti  | Barbara Alberti | Raffaello Tonon | Raffaello Tonon | Francesco Salvi | 17          | 200000 €   | Ouarzazate (Marocco)                             | Non presente  | Rosario Rannisi |
| 4ª       | Canale 5        | Paola Perego   | 8 marzo 2009     | 19 aprile 2009 | 7       | 43     | Sonia Bruganelli | Anna Pettinelli | Raffaello Tonon | Raffaello Tonon | Mara Venier     | 16          | 200000 €   | Paraty (Brasile)                                 | Non presente  | Marco Baldini   |

## Concorrenti

### La fattoria 1(2004)
Conduttrice: Daria Bignardi - Inizio trasmissione: 6 aprile 2004 - Fine trasmissione: 2 giugno 2004 - Puntate: 9 - Giorni: 58 - Numero di partecipanti: 16 - Montepremi: 200000 € - Opinioniste: Flavia Cercato, Alba Parietti, Iva Zanicchi, Sandra Mondaini - Inviato: Daniele Bossari - Location: Castelfalfi (Firenze) (ambientato nel 1870)
La prima edizione de La fattoria, è andata in onda dal 6 aprile al 2 giugno 2004 su Italia 1, con la conduzione di Daria Bignardi, affiancata dalle opinioniste Flavia Cercato, Alba Parietti, Iva Zanicchi e Sandra Mondaini e con la partecipazione dell'inviato Daniele Bossari.
I 16 concorrenti sono stati a Castelfalfi (Firenze) per 58 giorni, e Danny Quinn vinse il montepremi finale di 200.000 euro.
| Concorrente         | Età     | Professione                            | Nazionalità | Stato                |
| ------------------- | ------- | -------------------------------------- | ----------- | -------------------- |
| Danny Quinn         | 39 anni | Modello, attore                        | Italia      | Vincitore            |
| Milton Morales      | 33 anni | Modello                                | Cuba        | Secondo classificato |
| Daniel Ducruet      | 39 anni | Personaggio TV                         | Francia     | Terzo classificato   |
| Gigi Rizzi          | 59 anni | Attore                                 | Italia      | Quarto classificato  |
| Floriana Secondi    | 26 anni | Personaggio TV                         | Italia      | Eliminata            |
| Rita Iannacone      | 28 anni | Personaggio TV                         | Italia      | Eliminata            |
| Domenico Fioravanti | 26 anni | Nuotatore                              | Italia      | Eliminato            |
| Francesco Oppini    | 22 anni | Studente                               | Italia      | Eliminato            |
| Donatella Rettore   | 48 anni | Cantautrice, attrice                   | Italia      | Eliminata            |
| Selen               | 37 anni | Attrice pornografica e cinematografica | Italia      | Eliminata            |
| Silvia Rocca        | 36 anni | Modella, disc-jockey                   | Italia      | Eliminata            |
| Ela Weber           | 38 anni | Showgirl                               | Germania    | Eliminata            |
| Roberto Da Crema    | 51 anni | Personaggio TV                         | Italia      | Espulso              |
| Solange             | 51 anni | Sensitivo, personaggio TV              | Italia      | Eliminato            |
| Loredana Lecciso    | 31 anni | Showgirl                               | Italia      | Eliminata            |
| Flavia Vento        | 26 anni | Showgirl                               | Italia      | Ritirata             |

### La fattoria 2(2005)
Conduttrice: Barbara D'Urso - Inizio trasmissione: 16 marzo 2005 - Fine trasmissione: 29 maggio 2005 - Puntate: 12 - Giorni: 72 - Numero di partecipanti: 14 - Montepremi: 200000 € - Opinioniste: Barbara Alberti, Simona Izzo - Inviato: Pupo - Location: Itaipava (Brasile)
La seconda edizione de La fattoria, è andata in onda dal 16 marzo al 29 maggio 2005 su Canale 5, con la conduzione di Barbara D'Urso, affiancata dalle opinioniste Barbara Alberti e Simona Izzo e con la partecipazione dell'inviato Pupo.
I 14 concorrenti sono stati in Itaipava (Brasile) per 72 giorni, e Raffaello Tonon vinse il montepremi finale di 200.000 euro.
| Concorrente        | Età     | Professione                       | Nazionalità           | Stato                |
| ------------------ | ------- | --------------------------------- | --------------------- | -------------------- |
| Raffaello Tonon    | 25 anni | Personaggio TV                    | Italia                | Vincitore            |
| Mal                | 61 anni | Cantante                          | Regno Unito           | Secondo classificato |
| Patrizia Rossetti  | 45 anni | Conduttrice TV                    | Italia                | Terza classificata   |
| Giulia Montanarini | 29 anni | Showgirl                          | Italia                | Eliminata            |
| Éva Henger         | 32 anni | Showgirl, ex attrice pornografica | Ungheria              | Eliminata            |
| Ugo Conti          | 49 anni | Attore                            | Italia                | Eliminato            |
| Marco Basile       | 30 anni | Attore                            | Italia                | Eliminato            |
| Clayton Norcross   | 50 anni | Attore                            | Stati Uniti d'America | Eliminato            |
| Ramona Badescu     | 36 anni | Showgirl                          | Romania               | Eliminata            |
| Edoardo Costa      | 37 anni | Attore                            | Italia                | Eliminato            |
| Francesca Lodo     | 22 anni | Modella, showgirl                 | Italia                | Eliminata            |
| Francesco Benigno  | 37 anni | Attore                            | Italia                | Eliminato            |
| Cristel Carrisi    | 19 anni | Cantautrice                       | Italia                | Ritirata             |
| Jo Squillo         | 42 anni | Cantante, conduttrice TV          | Italia                | Espulsa              |

### La fattoria 3(2006)
Conduttrice: Barbara D'Urso - Inizio trasmissione: 15 febbraio 2006 - Fine trasmissione: 13 maggio 2006 - Puntate: 14 - Giorni: 88 - Numero di partecipanti: 14 - Montepremi: 200000 € - Opinionisti: Barbara Alberti, Raffaello Tonon - Inviato: Francesco Salvi - Location: Ouarzazate (Marocco)
La terza edizione de La fattoria, è andata in onda dal 15 febbraio al 13 maggio 2006 su Canale 5, con la conduzione di Barbara D'Urso, affiancata dagli opinionisti Barbara Alberti e Raffaello Tonon e con la partecipazione dell'inviato Francesco Salvi.
I 17 concorrenti sono stati in Ouarzazate (Marocco) per 88 giorni, e Rosario Rannisi vinse il montepremi finale di 200.000 euro.
| Concorrente              | Età     | Professione                                | Nazionalità           | Stato                |
| ------------------------ | ------- | ------------------------------------------ | --------------------- | -------------------- |
| Rosario Rannisi          | 26 anni | Personaggio televisivo, ex concorrente GF6 | Italia                | Vincitore            |
| Clemente Pernarella      | 34 anni | Attore                                     | Italia                | Secondo classificato |
| Justine Mattera          | 34 anni | Showgirl, attrice                          | Stati Uniti d'America | Terza classificata   |
| Angela Cavagna           | 39 anni | Showgirl                                   | Italia                | Eliminata            |
| Katia Ricciarelli        | 60 anni | Cantante                                   | Italia                | Eliminata            |
| Selvaggia Lucarelli      | 31 anni | Conduttrice radiofonica, opinionista TV    | Italia                | Eliminata            |
| Francesco Arca           | 26 anni | Modello, personaggio TV                    | Italia                | Eliminato            |
| Jennipher Rodriguez      | 27 anni | Modella, showgirl                          | Venezuela             | Eliminata            |
| Alessia Fabiani          | 29 anni | Showgirl                                   | Italia                | Eliminata            |
| Ivano e Silvano Michetti | 59 anni | Cantanti e strumentisti                    | Italia                | Eliminati            |
| Aldo Montano             | 27 anni | Schermidore                                | Italia                | Eliminato            |
| Leopoldo Mastelloni      | 60 anni | Attore                                     | Italia                | Eliminato            |
| Pamela Petrarolo         | 29 anni | Cantante, showgirl                         | Italia                | Eliminata            |
| Marcus Schenkenberg      | 37 anni | Modello                                    | Svezia                | Eliminato            |
| Randi Ingerman           | 38 anni | Attrice, ex modella                        | Stati Uniti d'America | Eliminata            |
| Alvaro Vitali            | 56 anni | Attore, comico                             | Italia                | Ritirato             |
| Natalie Kriz             | 25 anni | Modella, showgirl                          | Uruguay               | Eliminata            |

### La fattoria 4(2009)
Conduttrice: Paola Perego - Inizio trasmissione: 8 marzo 2009 - Fine trasmissione: 19 aprile 2009 - Puntate: 7 - Giorni: 43 - Numero di partecipanti: 16 - Montepremi: 200000 € - Opinionisti: Sonia Bruganelli, Raffaello Tonon, Anna Pettinelli - Inviata: Mara Venier - Location: Paraty (Brasile)
La quarta edizione de La fattoria, è andata in onda dall'8 marzo al 19 aprile 2009 su Canale 5, con la conduzione di Paola Perego, affiancata dagli opinionisti Sonia Bruganelli, Raffaello Tonon e Anna Pettinelli e con la partecipazione dell'inviata Mara Venier.
I 16 concorrenti sono stati in Paraty (Brasile) per 43 giorni, e Marco Baldini vinse il montepremi finale di 200.000 euro.
| Concorrente          | Età     | Professione                          | Nazionalità | Stato                |
| -------------------- | ------- | ------------------------------------ | ----------- | -------------------- |
| Marco Baldini        | 49 anni | Conduttore radiofonico               | Italia      | Vincitore            |
| Morena Funari        | 41 anni | Personaggio TV                       | Italia      | Seconda classificata |
| Milo Coretti         | 31 anni | Personaggio TV                       | Italia      | Terzo classificato   |
| Guillaume Goufan     | 38 anni | Modello                              | Francia     | Quarto classificato  |
| Ciro Petrone         | 21 anni | Attore                               | Italia      | Quinto classificato  |
| Lory Del Santo       | 50 anni | Ex showgirl, attrice, personaggio TV | Italia      | Eliminata            |
| Barbara Guerra       | 30 anni | Modella, personaggio TV              | Italia      | Eliminata            |
| Marianne Puglia      | 24 anni | Modella                              | Venezuela   | Eliminata            |
| Linda Batista        | 36 anni | Ex modella, attrice                  | Brasile     | Eliminata            |
| Rocco Pietrantonio   | 26 anni | Modello                              | Italia      | Eliminato            |
| Riccardo Sardonè     | 31 anni | Ex modello, attore                   | Italia      | Eliminato            |
| Carla Velli          | 27 anni | Modella, personaggio TV              | Italia      | Eliminata            |
| Fabrizio Corona      | 34 anni | Personaggio televisivo               | Italia      | Eliminato            |
| Giovanna Rei         | 33 anni | Attrice                              | Italia      | Eliminata            |
| Marina Ripa di Meana | 67 anni | Personaggio TV                       | Italia      | Ritirata             |
| Daniela Martani      | 35 anni | Personaggio TV                       | Italia      | Eliminata            |

## Audience
| Edizione | Rete televisiva | Anno | Stagione          | Programmazione | Programmazione | Programmazione | Programmazione | Programmazione | Programmazione | Programmazione | Telespettatori | Share  | Premiere       | Premiere | Finale         | Finale |
| Edizione | Rete televisiva | Anno | Stagione          | L              | M              | M              | G              | V              | S              | D              | Telespettatori | Share  | Telespettatori | Share    | Telespettatori | Share  |
| -------- | --------------- | ---- | ----------------- | -------------- | -------------- | -------------- | -------------- | -------------- | -------------- | -------------- | -------------- | ------ | -------------- | -------- | -------------- | ------ |
| 1ª       | Italia 1        | 2004 | primavera         |                |                |                |                |                |                |                | 4 052 889      | 15,83% | –              | –        | –              | –      |
| 2ª       | Canale 5        | 2005 | inverno-primavera |                |                | 4 950 583      | 24,05%         | –              | –              | 5 696 000      | 31,58%         |        |                |          |                |        |
| 3ª       | Canale 5        | 2006 | inverno-primavera |                |                | 4 957 643      | 24,55%         | –              | –              | –              | –              |        |                |          |                |        |
| 4ª       | Canale 5        | 2009 | inverno-primavera |                |                |                | 4 053 416      | 19,95%         | 4 040 000      | 21,55%         | 3 849 000      | 20,81% |                |          |                |        |

## Loghi del programma

Logo usato nella 1ª edizione
Logo usato nella 2ª edizione
Logo usato nella 3ª edizione
Logo usato nella 4ª edizione

## Riconoscimenti
TeleRatti
- 2009: Peggior programma dell'anno (conduce Paola Perego)
- 2009: Peggior reality dell'anno (conduce Paola Perego)

## Controversie
Nel 2002 su Rete 4 era andato in onda il programma C'era una volta la fattoria condotto da Rita dalla Chiesa in onda il sabato in fascia preserale: il programma vedeva una comune famiglia romana che, per un mese, abbandonava la moderna vita di città per vivere in una fattoria toscana come se si trovasse non più nel 2002, bensì alla fine dell'Ottocento; tale formula verrà poi ripresa per la prima edizione de La Fattoria (la cui ambientazione era per l'appunto una fattoria toscana del 1870) e la dalla Chiesa non mancherà di rilasciare interviste velatamente polemiche ai giornali sulle incredibili somiglianze che c'erano tra il reality di Italia 1 e la trasmissione da lei condotta due anni prima.